# Vantage Point
Vantage Point er en amerikansk politisk thrillerfilm fra 2008 instrueret af Pete Travis. Filmen har bl.a. Dennis Quaid, Matthew Fox og Forest Whitaker på rollelisten.

## Medvirkende
- Dennis Quaid
- Matthew Fox
- Forest Whitaker
- Bruce McGill
- Eduardo Noriega
- Edgar Ramirez
- Sigourney Weaver
- William Hurt

## Ekstern henvisning
- Vantage Point på Internet Movie Database (engelsk)
- Vantage Point på Filmdatabasen
- Vantage Point på Scope
- Vantage Point i Svensk Filmdatabas (svensk)
- Vantage Point på AlloCiné (fransk)
- Vantage Point på MovieMeter (nederlandsk)
- Vantage Point på AllMovie (engelsk)
- Vantage Point hos American Film Institute (engelsk)
- Vantage Point på Turner Classic Movies (engelsk)
- Vantage Point på The Movie Database (engelsk)